# Rolf Acker

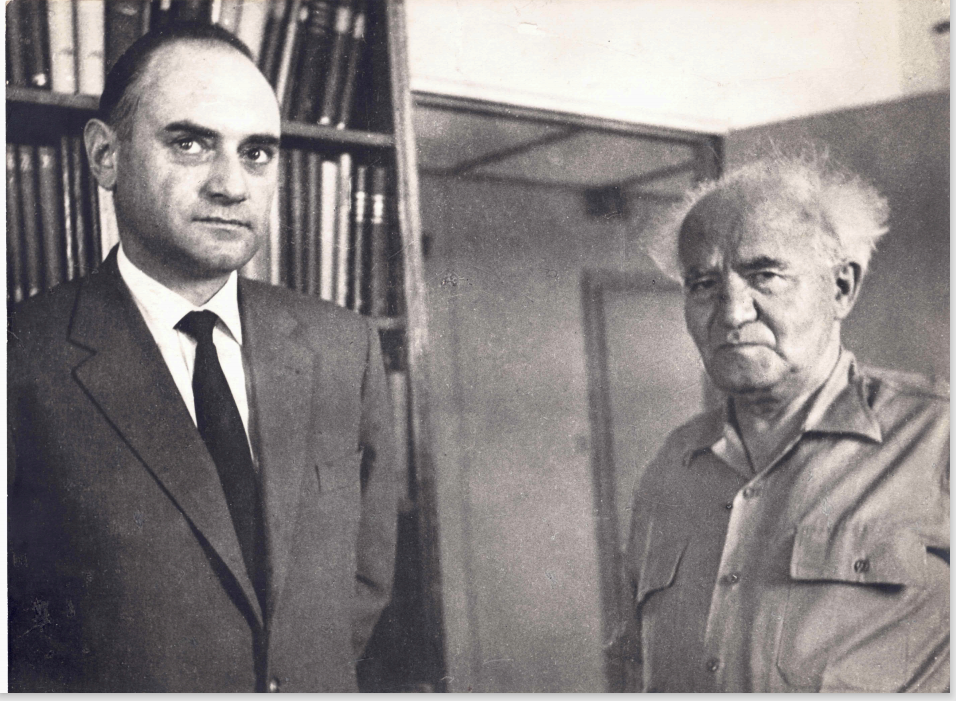
Acker (links) mit dem israelischen Premierminister David Ben-Gurion, um 1958

Rolf Albert Hermann Acker (* 24. Juli 1917 in Jena; † 4. Juli 1977 in Bonn) war ein deutscher Offizier, zuletzt Oberst der Bundeswehr, und Rechtsanwalt.

## Leben
Rolf Acker war von 1936 bis Kriegsende Wehrmachtsoffizier, zuletzt im Dienstgrad eines Hauptmanns. Am 1. September 1938 wurde er zum Leutnant befördert. 1939 war er in der 6. Batterie der I. Abteilung des Artillerie-Regiments 46 (Amberg), welches dem Artillerie-Regiment 10 unterstellt war. Später diente er als Kommandeur einer Sturmartillerie-Abteilung.
Nach Ende des Zweiten Weltkrieges, in dem er schwer verwundet worden war, studierte er Jura und legte ein Referendariat ab.
Am 27. August 1950 promovierte er an der Juristischen Fakultät der Universität München. Das Thema seiner Dissertation lautete Die staatsrechtliche Stellung des Präsidenten der Bundesrepublik Deutschland unter besonderer Berücksichtigung seiner Beziehungen zum Reichspräsidenten der Weimarer Republik.
Danach war er von 1953 bis 1956 als Rechtsanwalt tätig. 1956 erfolgte sein Eintritt in die Bundeswehr und das Bundesministerium der Verteidigung mit der Beförderung zum Major. Er war zunächst von 1956 bis 1957 Leiter des Ministerbüros im Bundesministerium der Verteidigung.
In dieser Position arbeitete er den Fall des Majors Gerd Schmückle auf, welcher Anfang 1956 in der Bonner Ermekeilkaserne einen Schutzverband deutscher Soldaten gründete. Die fand keine Zustimmung bei Theodor Blank. Er lehnte eine Gewerkschaft für Soldaten ab und betrieb die Entlassung Schmückles. Erst ein Einschreiten von Generalmajor Hellmuth Laegeler konnte eine Entlassung Schmückles verhindern. Acker stellte Ende Juni 1956 fest, dass Schmückle einige Fehler bei der Gründung vorzuwerfen waren, u. a. dass die Einbindung der Soldaten und Einheitsführer fehlte und keine Kommunikation mit dem Bundesministerium aufgenommen worden war. Acker unterstütze aber die Einrichtung eines Berufsverbandes und es gelang Mitte Juli 1956, den Deutschen Bundeswehrverband zu gründen. In diesem war er später auch als Justitiar tätig.
Von 1957 bis 1959 war er persönlicher Referent des Bundesverteidigungsministers Franz Josef Strauß. Dieser schlug seine außerplanmäßige Beförderung zum Oberstleutnant vor. Dies fand keine Zustimmung beim Brigadegeneral Burkhart Müller-Hillebrand, der als militärischer Personalchef auf die bestehenden und begründeten Beförderungsansprüche einiger dienstälterer Truppenoffiziere verwies. Müller-Hillebrand vermutete ministerielle Willkür und sprach sich unter Berufung auf das Anciennitätsprinzip gegen die Beförderung aus, die Strauß jedoch durchsetzte und Müller-Hillebrand zeitweilig vom Dienst suspendierte.
Am 1. Oktober 1959 übernahm Rolf Acker als Kommandeur das Feldartilleriebataillon 41 in Landshut. 1963 ging er zurück in den Verwaltungsdienst des Bundesverteidigungsministeriums und war bis 1972 als Hilfsreferent und Referent des Referats W I 2 (Verteidigungswirtschaftliche Beziehungen zu Italien, Griechenland, Türkei, Portugal, Norwegen, Dänemark, Schweden, Schweiz und Spanien) eingesetzt. 1967 wurde er zum Oberst befördert. Von 1972 bis 1976 war er in Brüssel als militärischer Referent bei der Ständigen Vertretung der Bundesrepublik Deutschland bei der NATO. Daneben war er Justitiar des Deutschen Bundeswehrverbandes.
Nach dem Ende seiner Dienstzeit ab 1976 war er als Oberst a. D. erneut als Rechtsanwalt tätig.